# Chosen (canción)
«Chosen» es una canción interpretada por la banda italiana Måneskin, incluida en su primer extended play, Chosen (2017). Fue compuesta y producida por los cuatro integrantes de la agrupación, Damiano David, Ethan Torchio, Thomas Raggi y Victoria De Angelis. La banda interpretó una maqueta de la canción durante las audiciones de la versión italiana del programa The X Factor y posteriormente presentó la versión final durante la quinta semana de los conciertos en vivo, donde los participantes debieron cantar canciones originales. Tras ello, «Chosen» fue lanzada como el sencillo debut de la banda el 24 de noviembre de 2017.
«Chosen» fue un éxito inmediato en Italia, donde debutó en la segunda posición de su lista semanal de los temas más vendidos y además recibió la certificación de doble disco de platino. El videoclip de la canción fue dirigido por el dúo italiano Trilathera y publicado el 13 de diciembre de 2017 en YouTube.

## Composición y lanzamiento
La letra de «Chosen» fue escrita por Damiano David y la música por el resto de los integrantes de la banda, Ethan Torchio, Thomas Raggi y Victoria De Angelis; la producción quedó igualmente a cargo de todos ellos. Su letra habla sobre cómo la banda es feliz con su estilo de vida y su pasión por la música. Una maqueta sin terminar de la canción fue interpretada por la banda durante las audiciones del programa The X Factor a mediados de septiembre de 2017. Posteriormente, la versión final fue interpretada durante la quinta semana de los conciertos en vivo, donde la temática de la semana era canciones originales. Esa semana, Måneskin quedó en el primer lugar del voto público, por lo que Sony Music decidió lanzar «Chosen» como su sencillo debut y la envió a las radios de Italia el 24 de noviembre de 2017.

## Rendimiento comercial
«Chosen» debutó en la segunda posición de la lista semanal de éxitos de Italia durante la semana del 30 de noviembre de 2017, después de haber sido interpretada en The X Factor. La canción posteriormente descendió a la posición número 8 en su segunda semana y después ascendió ligeramente a la número 7 en su tercera. Luego de que la banda fuera declarada subcampeona de The X Factor, «Chosen» volvió a alcanzar la segunda posición. La canción recibió doble disco de platino de la Federación de la Industria Musical Italiana (FIMI) tras exceder las 100 mil unidades vendidas en el país.
Después de la victoria de Måneskin en el Festival de la Canción de Eurovisión 2021, «Chosen» ingresó al listado semanal de las canciones más descargadas en Grecia en la posición número 34. También ingresó al listado de éxitos de Lituania en la posición número 15.

## Vídeo musical
El videoclip de «Chosen» fue dirigido por el dúo italiano Trilathera y publicado el 13 de diciembre de 2017 a través del canal de YouTube de la banda. El vídeo se desarrolla en una noche de tragos en un motel, donde los miembros de la banda causan estragos y se divierten con los huéspedes.

## Posicionamiento en listas

### Semanales
| Grecia   | Digital Singles Chart | 34 |
| Italia   | Top Singoli           | 2  |
| Lituania | AGATA TOP 100 Chart   | 15 |

### Certificaciones
| País   | Organismo certificador | Certificación | Ventas certificadas | Ref.  |
| ------ | ---------------------- | ------------- | ------------------- | ----- |
| Italia | FIMI                   | 2× Platino    | 100 000             | [ 5 ] |

## Premios y nominaciones
| Año  | Premiación        | Categoría      | Resultado | Ref.  |
| ---- | ----------------- | -------------- | --------- | ----- |
| 2018 | SEAT Music Awards | Mejor Sencillo | Ganador   | [ 9 ] |